# 1993 en science-fiction
| Années de la science-fiction : 1990 - 1991 - 1992 - 1993 - 1994 - 1995 - 1996    |
| Décennies de la science-fiction : 1960 - 1970 - 1980 - 1990 - 2000 - 2010 - 2020 |

L'année 1993 a été marquée, en matière de science-fiction, par les événements suivants.

## Naissances et décès

### Décès
- 23 janvier : Keith Laumer, écrivain américain, né en 1925, mort à 67 ans.
- 8 mai : Avram Davidson, écrivain américain, né en 1923, mort à 70 ans.

## Prix

### Prix Hugo
- Roman : Un feu sur l'abîme (A Fire Upon the Deep) par Vernor Vinge et Le Grand Livre (Doomsday Book) par Connie Willis (ex æquo)
- Roman court : Bernacle Bill le spatial (Barnacle Bill the Spacer) par Lucius Shepard
- Nouvelle longue : La Révolution des casse-noisettes (The Nutcracker Coup) par Janet Kagan
- Nouvelle courte : Même Sa Majesté (Even the Queen) par Connie Willis
- Livre non-fictif : A Wealth of Fable : An informal history of science fiction in the 1950s par Harry Warner, Jr.
- Film ou série : Lumière intérieure (Star Trek : La Nouvelle Génération)
- Éditeur professionnel : Gardner Dozois
- Artiste professionnel : Don Maitz
- Œuvre d'art originale : Dinotopia par James Gurney
- Magazine semi-professionnel : Science Fiction Chronicle (Andrew Porter, éd.)
- Magazine amateur : Mimosa (Dick Lynch et Nicki Lynch, éds.)
- Écrivain amateur : Dave Langford
- Artiste amateur : Peggy Ranson
- Prix Campbell : Laura Resnick
- Prix spécial : Takumi Shibano

### Prix Nebula
- Roman : Mars la rouge (Red Mars) par Kim Stanley Robinson
- Roman court : La Nuit où ils ont enterré Road Dog (The Night We Buried Road Dog) par Jack Cady
- Nouvelle longue : Georgia on My Mind (Georgia on My Mind) par Charles Sheffield
- Nouvelle courte : Graves par Joe Haldeman
- Grand maître : Frederik Pohl

### Prix Locus
- Roman de science-fiction : Le Grand Livre (Doomsday Book) par Connie Willis
- Roman de fantasy : Poker d'âmes (Last Call) par Tim Powers
- Roman de dark fantasy ou d'horreur : Les Fils des ténèbres (Children of the Night) par Dan Simmons
- Premier roman : China Mountain Zhang par Maureen F. McHugh
- Roman court : Bernacle Bill le spatial (Barnacle Bill the Spacer) par Lucius Shepard
- Nouvelle longue : Danny Goes to Mars par Pamela Sargent
- Nouvelle courte : Même Sa Majesté (Even the Queen) par Connie Willis
- Recueil de nouvelles : The Collected Stories of Robert Silverberg, Volume 1: Secret Sharers par Robert Silverberg
- Anthologie : The Year's Best Science Fiction: Ninth Annual Collection par Gardner Dozois, éd.
- Livre non-fictif : Dinotopia par James Gurney
- Éditeur : Gardner Dozois
- Magazine : Asimov's Science Fiction
- Maison d'édition : Tor Books / St. Martin's
- Artiste : Michael Whelan

### Prix British Science Fiction
- Roman : Aztec Century par Christopher Evans
- Fiction courte : L'Arbre aux épines (The Ragthorn) par Robert Holdstock et Garry Kilworth

### Prix Arthur-C.-Clarke
- Lauréat : Body of Glass par Marge Piercy

### Prix E. E. Smith Memorial
- Lauréat : Tom Doherty (en)

### Prix Theodore-Sturgeon
- Lauréat : Photo de classe (This Year's Class Picture) par Dan Simmons

### Prix Lambda Literary
- Fiction spéculative : Ammonite par Nicola Griffith

### Prix Seiun
- Roman japonais : Venus City par Gorō Masaki

### Grand prix de l'Imaginaire
- Roman francophone : Demain, une oasis par Ayerdhal
- Nouvelle francophone : Accident d'amour par Wildy Petoud

### Prix Kurd-Laßwitz
- Roman germanophone : Die goldenen Heiligen oder Columbus entdeckt Europa par Herbert Rosendorfer

## Parutions littéraires

### Romans
Par ordre alphabétique de l'auteur.
- L'Aube de Fondation par Isaac Asimov.
- L'Histrion par Ayerdhal.
- L'Envol de Mars par Greg Bear.
- Les Guerriers du silence par Pierre Bordage.
- La Jeune Fille et les Clones par David Brin.
- La Parabole du semeur par Octavia E. Butler.
- Rama révélé par Arthur C. Clarke et Gentry Lee.
- Lumière virtuelle par William Gibson.
- Le Robot Caliban par Roger MacBride Allen.
- Apocalypse par John Marsden.
- Mars la verte par Kim Stanley Robinson.
- Trêve à Bakura par Kathy Tyers.
- Le Vaisseau des voyageurs par Robert Charles Wilson.

### Recueils de nouvelles et anthologies
- Mange-monde par Serge Brussolo.

### Nouvelles
- Paille au vent par Greg Egan.
- Rêves de transition par Greg Egan.

### Bandes dessinées
- Honorata la Trisaïeule, 2e album de la série La Caste des Méta-Barons, écrit par Alejandro Jodorowsky et dessiné par Juan Giménez.

## Sorties audiovisuelles

### Films
- Action mutante par Álex de la Iglesia.
- Body Melt par Philip Brophy.
- Body Snatchers par Abel Ferrara.
- Demolition Man par Marco Brambilla.
- Fortress par Stuart Gordon.
- Jurassic Park par Steven Spielberg.
- Nemesis par Albert Pyun.
- Philadelphia Experiment II par Stephen Cornwell.
- RoboCop 3 par Fred Dekker.

### Téléfilms
- 12 h 01, prisonnier du temps par Jack Sholder.
- Les Tommyknockers par John Power.

### Séries
- Star Trek: Deep Space Nine, saison 1 et saison 2.
- X-Files : Aux frontières du réel, saison 1.

## Sorties vidéoludiques
- MegaRace par Cryo Interactive.